# 新桥河镇
新桥河镇，是中华人民共和国湖南省益阳市资阳区下辖的一个乡镇级行政单位。

## 行政区划
新桥河镇下辖以下地区：
虎形山社区、龚家坪社区、黄家山村、八一村、五房洲村、新桥山村、兴盛村、长茅仑村、车前巷村、新风村、河坝村、杨林坳村、牛眠石村、龙光桥村、太平桥村、蓼东回民村、蓼园村、梅花园村、水口山村、李昌港村、黄溪桥村、廖河村、东新村、向锋村、金杉村、田庄湾村、毛家山村、爱屋湾村和凤凰坝村。